# Final Fight 2
Final Fight 2 es un videojuego Yo contra el barrio de desplazamiento lateral lanzado por Capcom para el Super Nintendo Entertainment System (SNES) en 1993. Es una secuela del juego de Arcade Final Fight, que también se lanzó para el SNES. Final Fight 2 fue desarrollado por la división de consumidores de Capcom exclusivamente para el SNES. El juego se relanzó en el servicio de consola virtual de Wii en 2009 para las regiones de América del Norte, Europa y Japón.
A diferencia de la versión SNES del primer juego, Final Fight 2 admite el juego simultáneo de dos jugadores y tiene un total de tres personajes jugables. El único personaje jugable del primer juego en regresar es Mike Haggar. Se introdujeron dos nuevos personajes para seleccionar: Carlos Miyamoto y Maki Genryusai. En la trama del juego, los tres luchan contra la reaparición de la Banda Mad Gear en varios lugares alrededor del mundo para rescatar a la hermana y al padre de Maki, quienes también son la novia y maestro de Guy del primer Final Fight.
Capcom siguió el juego con otra secuela exclusiva de SNES, Final Fight 3, que vio el regreso de Guy a la serie. Ninguno de los nuevos personajes de Final Fight 2 regresó, aunque Maki apareció en varios juegos de lucha de Capcom años más tarde.

## Argumento
Han pasado varios meses (4 años en la versión japonesa) desde que Mike Haggar, junto con sus amigos Cody Travers y Guy, derrotaron a la banda Mad Gear, acabando con la vida de su líder Horace Belger y restauraron la paz en Metro City. Mientras que el trío ha seguido viviendo sus vidas normales, Cody se toma unas vacaciones con su novia Jessica Haggar, Guy se va a un viaje de entrenamiento lejos de la civilización a una remota aldea japonesa y Mike continúa dirigiendo Metro City como Alcalde, los miembros de Mad Gear que quedan se han reagrupado en secreto para planear su venganza y con su nuevo líder comienzan su plan secuestrando a la prometida de Guy en Japón la señorita Rena Genryusai, junto con su padre, quien es el antiguo sensei de Guy, el maestro Genryusai.
Al parecer como nadie sabe donde esta Guy, la hermana menor de Rena, Maki Genryusai, llama a Haggar y le informa de la situación. Acompañado por su amigo Carlos Miyamoto, Haggar viaja a Europa y parte de Asia y se encuentra con Maki, y los tres se unen para enfrentarse a la Banda Mad Gear, recientemente reagrupada. Después de una serie de peleas en varios países, el camino los lleva a Japón, donde luchan contra Retu, el nuevo líder de Mad Gear. Los tres derrotan a Retu, quien cae desde una ventana a su perdición como Belger en el primer juego y rescatan a Genryusai y Rena. Guy al enterarse de todo lo sucedido gracias a la carta de Rena, mientras viaja en barco de regreso a casa en Metro City, les agradece por todo lo que hicieron.

## Personajes
* Mike Haggar:
Es el alcalde de Metro city y experto luchador profesional, en este juego aparece con un nuevo traje y nuevos movimientos de lucha como el Vertical Suplex y el Spinning Pile Driver, el es el más fuerte de los 3 personajes.

* Carlos Miyamoto:
Es un experto en artes marciales y amigo de Mike Haggar, domina varios estilos de pelea y le gusta coleccionar katanas, siempre lleva una en su espalda con la cual puede atacar a sus enemigos y hacerles mucho daño, el es el más balanceado de los 3 personajes.

* Maki Genryusai:
Es una experta en el ninjitsu y además es la hija del Maestro Genryusai y la hermana menor de Rena, domina el estilo de lucha Bushin-ryu y es una de los herederos de ese estilo de lucha, ella es la más rápida de los 3 personajes.

## Curiosidades
En el primer nivel hace un cameo Chun-li de Street Fighter 2, comiendo Ramen en un local callejero.
En el nivel de la base militar aparece un soldado muy parecido a Guile de Street Fighter 2 y también un soldado parecido a un enemigo del videojuego Ninja Warriors Again.
El jefe final Retu, usa el Tatsumaky senpukyaku de Ryu y Ken de Street Fighter 2 como un movimiento de ataque.
- Datos: Q1321249